# Junior Senior
Junior Senior foi uma dupla de indie pop formada por Jesper Mortensen e Jeppe Laursenem, no ano de 1998, na Jutlândia, Dinamarca.

## História
O Junior Senior foi formado em 1998 quando Senior (nascido Jeppe Laursen, em 25 de dezembro de 1975 - Vocais) e Junior (nascido Jesper Mortensen 7 de Fevereiro de 1977 - Vocais, teclados, guitarra, baixo) se juntaram novamente quando sua banda anterior Ludo-X acabou em 1995. A banda fechou um contrato com o selo dinamarquês Crunchy Frog Records.

## D-D-Don't Stop the Beat
A banda lançou seu álbum de estreia D-D-Don't Stop the Beat em 2003. O primeiro single, Move Your Feet, foi uma das mais tocadas na rádio dinamarquesa e eventualmente alcançou as paradas em mais de trinta países, incluindo os Estados Unidos, Austrália, França, Reino Unido e a Dinamarca. O single também está disponível na trilha sonora do seriado norte-americano Queer Eye for the Straight Guy. Move Your Feet também foi incluído na versão americana do game musical Dance Dance Revolution EXTREME para o Playstation 2 e também foi incluído no game musical  Just Dance 2 para o Wii.  É sempre associado ao seu videoclipe animado, como visto no comercial do programa "I Love the 90's: Part Deux" da VH1 norte-americana.
O single seguinte, "Rhythm Bandits" alcança as paradas do Reino Unido e da Austrália, e foi incluída na trilha sonora do jogo FIFA 2004.
D-D-Don't Stop the Beat foi incluída em várias listas de "Melhores Álbuns de 2003", incluindo Rolling Stone, NME, Entertainment Weekly e Blender. A Sunday Chronicle, de San Francisco, classificou "Move your Feet" como o single do ano, chamando-a de a melhor música até então.
O single "Shake Your Coconuts" está disponível na trilha sonora de Looney Tunes: Back in Action, e é usada como música de fundo no menu do jogo Worms 3D da Team17 Software.
O CD traz o vídeo de "Move Your Feet" e um making-of. Neste making-of, perguntam ao Junior (Jesper Mortensen) quantas cópias ele achou que o álbum venderia, e ele respondeu: "de trezentas a quatrocentas".
A música "White Trash" foi usada no anúncio do programa musical Popworld, no Reino Unido.

## Hey Hey My My Yo Yo
A dupla Junior Senior lançou seu segundo álbum, Hey Hey My My Yo Yo em 24 de Agosto de 2005 no Japão, onde alcançou a segunda posição nas paradas. O primeiro single, "Itch U Can't Skratch" está disponível no Japão e na Dinamarca. A faixa "Take My Time" tem participação de Cindy Wilson e Kate Pierson do B-52's.
Em Fevereiro e Março de 2006 a dupla atendeu a um pedido dos fãs para aparecer num videoclipe da música "Can I Get Get Get". Esta música tinha sido usada no programa Ugly Betty. A dupla lançou o clipe em 25 de Julho de 2006.

## Separação
Mortensen e Laursen anunciaram em seu blog que iriam dividir e prosseguir projetos solo em 26 de setembro de 2008. Tanto Junior como Senior lançaram novos projetos. Em 2008, Mortensen lançou um single chamado "Trust Tissue" sob o apelido I Scream Ice Cream em Kitsune Records. Em 2010, Mortensen formou o grupo Make Out. Laursen começou a trabalhar em um álbum de estreia, mas apenas lançou o EP Big Lucky em Maio de 2009.

## Discografia

### Álbuns
- D-D-Don't Stop the Beat (2003)
- Hey Hey My My Yo Yo (2005)

### Singles
- "Move Your Feet" (2003) #3 UK, #20 Australia, #41 EUA
- "Rhythm Bandits EP" (2003) #22 UK, #47 Austrália
- "Shake Your Coconuts" (2003)
- Boy Meets Girl EP (2003)
- "Itch U Can't Skratch" (2005)
- "Can I Get Get Get" (2006)